# L'Escadron blanc (film, 1936)
Pour les articles homonymes, voir L'Escadron blanc.
Pour plus de détails, voir Fiche technique et Distribution.
L'Escadron blanc (Lo squadrone bianco) est un film de guerre italien réalisé par Augusto Genina et sorti en 1936.
Le film est adapté du roman français L'Escadron blanc de Joseph Peyré, qui se déroule dans le Fezzan entre Algérie française et la Libye occupée par les Italiens. Il a été présenté à la Mostra de Venise 1936, où il a reçu la Coppa Mussolini du meilleur film italien, et a ensuite été largement distribué à l'étranger. Il est considéré comme l'un des plus importants films de propagande fasciste.

## Synopsis
Mario Ludovici poursuit l'aristocrate Cristina, qui rejette son amour. Désabusé, Ludovici rejoint l'armée coloniale italienne des Méharistes en Tripolitaine et se retrouve dans une forteresse aux confins du Sahara. Sous la tutelle du capitaine Santelia d'Ankara et les épreuves du désert, Ludovici devient un homme. Santelia est tué dans une bataille contre les rebelles et Ludovici prend sa place. Cristina arrive avec un groupe de touristes pour rencontrer Ludovic, qui a abandonné son passé et a décidé de sacrifier sa vie pour son pays.

## Fiche technique
- Titre français : L'Escadron blanc[1]
- Titre original italien : Lo squadrone bianco[2]
- Réalisateur : Augusto Genina
- Scénario : Augusto Genina, Gino Valori (it), Gino Rocca (it)
- Photographie : Anchise Brizzi, Massimo Terzano (it)
- Montage : Fernando Tropea (en)
- Musique : Antonio Veretti (it)
- Décors : Guido Fiorini (it)
- Costumes : Vittorio Accornero de Testa (it)
- Production : Francesco Giunta
- Société de production : Roma Film
- Pays de production :  Royaume d'Italie
- Langue originale : italien
- Format : Noir et blanc - 1,37:1 - Son mono - 35 mm
- Durée : 99 minutes
- Genre : Drame de guerre, film d'aventures coloniales
- Dates de sortie :
  - Royaume d'Italie : 20 août 1936 (Mostra de Venise 1936)
  - France : 16 février 1937[1]

## Distribution
- Antonio Centa : Lieutenant Ludovici
- Fosco Giachetti : Capitaine Santelia
- Fulvia Lanzi : Cristiana
- Francesca Dalpe : Paola
- Guido Celano : Lieutenant docteur Fabrizi
- Olinto Cristina : Donati, l'ancien capitaine
- Cesare Polacco : El Fennek
- Nino Marchetti : secrétaire de direction
- Loris Gizzi : l'ami de Cristiana
- Doris Duranti : l'amie de Cristiana